# Cri d'Ipiranga

L'indépendance ou la mort !, Huile sur toile de Pedro Américo, 1888.

Le cri d'Ipiranga (en portugais : grito do Ipiranga) correspond à la déclaration d'indépendance du Brésil par le prince-régent Pierre de Portugal près de la rivière Ipiranga, le 7 septembre 1822.
Exaspéré par l'attitude des Cortes portugaises qui cherchent à lui enlever tout pouvoir et à réduire à nouveau le Brésil au rang de colonie, le prince crie devant ses troupes « L'indépendance ou la mort ! » (en portugais : « Independência ou Morte! ») et jette à terre son brassard aux couleurs lusitaniennes. 
Commémoré chaque 7 septembre, le cri d'Ipiranga sert aujourd'hui de fête nationale au Brésil.